# Кориканча
13° 31′ 12.471″ S 71° 58′ 32.6172″ W / 13.52013083° Ј; 71.975727000° З
Храм Сунца или Кориканча (шп. Coricancha, на кечуа језику: „Златно двориште“), је најсветији храм некадашњег царства Инка. 
Изграђен у центру престонице Инка, Куску, то је било место за церемоније владара Инка: венчања, светковине и сахране. Овде су се чувале њихове мумије, постављене на престоле од злата.
Био је то највећи и најлепше украшени храм свог времена: гигантски камени зидови били су дуги 140 метара и широки 135. Шпански сведоци су описали велико богатство храма. Зидови су били обојени у плаво, а врата и статуе су били украшени златом, понегде и драгим камењем. У храму се налазио и велики диск од злата који је представљао Сунце. Био је постављен тако да се од њега рефлектују зраци излазећег сунца. 
По доласку шпанских конкистадора, храм је срушен. Плоче од злата које су покривале зидове су опљачкане. Није остало ништа осим темеља који су послужили као платформа за изградњу цркве манастира Санто Доминго. 